# Cso Jongcshol (labdarúgó)
Cso Jongcshol (hangul: 조영철, handzsa: 曺永哲, RR: Cho Young-cheol; Ulszan (Ulsan), 1989. május 31. –) dél-koreai labdarúgó, a Qatar SC csatára, de a katari klub középpályásként is számíthat rá.

## Pályafutása

### A válogatottban
2010 óta 12 alkalommal szerepelt a dél-koreai válogatottban és egy gólt szerzett.